# スーザン・デイ

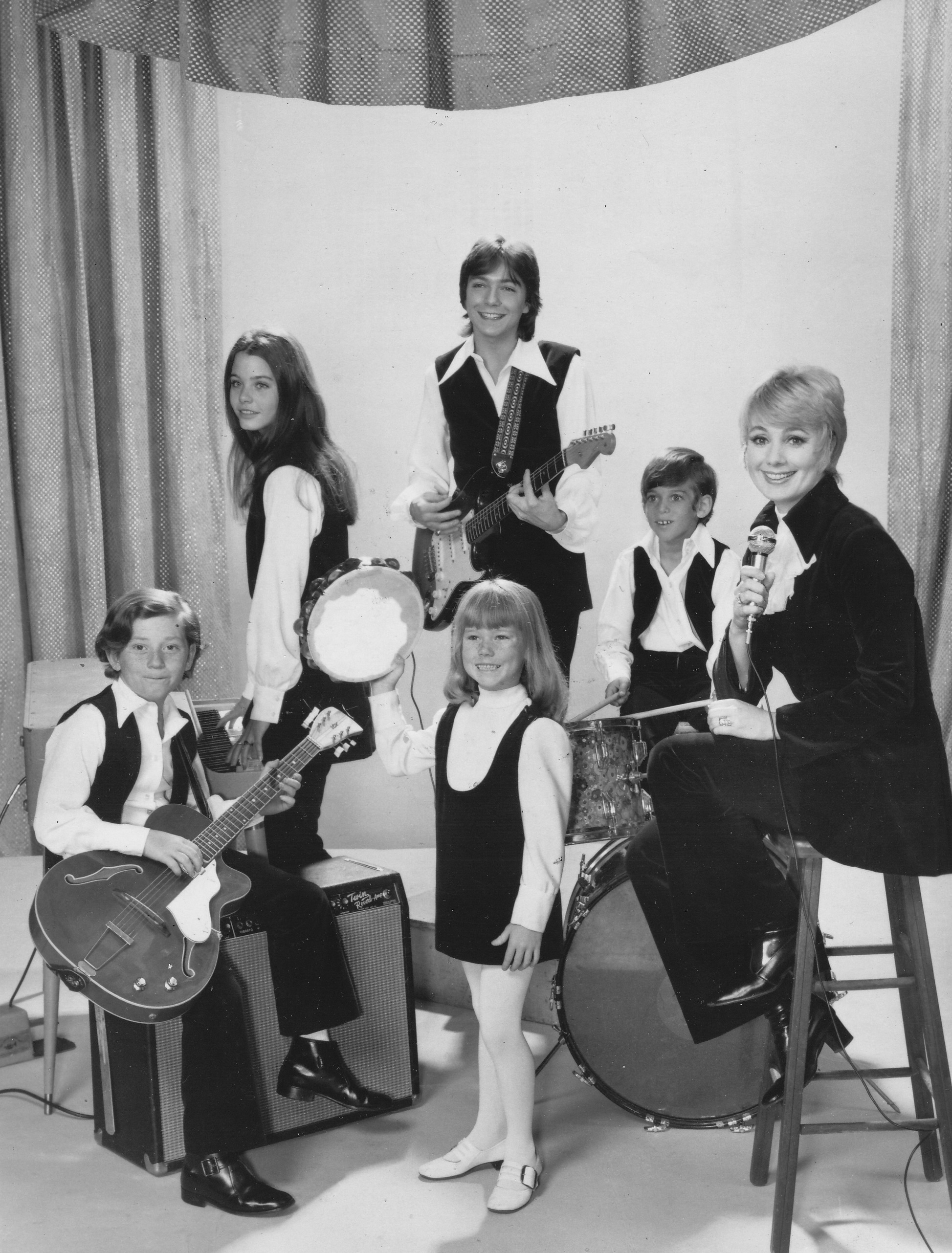
テレビドラマシリーズ『パートリッジ・ファミリー』におけるスーザン・デイ（左から2人目）

スーザン・デイ（Susan Dey,  1952年12月10日 - ）は、アメリカ合衆国の女優である。

## 来歴
1952年、イリノイ州生まれ。父親は新聞の編集者で、母親は看護婦だったが、母親はデイが8歳の時に他界している。その後、ニューヨークへ移り住み、地元の学校を卒業。女優としてのキャリアをスタートさせる前は、モデルとして活動していた。1972年にサスペンス映画『ハイジャック』に出演して映画デビュー。その後はテレビドラマを中心にキャリアを重ね、1977年の『ファースト・ラブ』では主役に抜擢された。
テレビではテレビドラマシリーズ『パートリッジ・ファミリー』のローリー・パートリッジ役で知られているほか、『L.A.ロー 七人の弁護士』の地方検事グレース・ヴァン・オーレン役でレギュラー出演をし、1988年にゴールデン・グローブ賞のテレビシリーズ部門の女優賞へ初ノミネートされ、同賞を受賞した。それ以降も、同作品への出演では同賞に合計4回ノミネートされている。

### 私生活
これまで二度の結婚歴があり、1976年に最初の夫Leonard Hirshanと結婚し一児をもうけたが1983年に離婚。後の1988年にプロデューサーのBernard Sofronskiと結婚して現在に至る。

## 出演作品

### 映画
- ハイジャック Skyjacked (1972)
- Terror on the Beach (1973)
- Cage Without a Key (1975)
- The Captive: The Longest Drive 2 (1976)
- Mary Jane Harper Cried Last Night (1977)
- ファースト・ラブ First Love (1977)
- カムバック・キッド The Comeback Kid (1980)
- ルッカー Looker (1981)
- The Gift of Life (1982)
- マリブ Malibu (1983)
- Sunset Limousine (1983)
- さよならバディ/愛と感動の盲導犬物語 Love Leads the Way: A True Story (1984)
- エコーパーク Echo Park (1986)
- ディックの奇妙な日々 The Trouble with Dick (1987)
- Angel in Green (1987)
- A Place at the Table (1988)
- That's Adequate (1989)
- ベッド・オブ・ライズ/ 妻の告白 Bed of Lies (1992)
- Love, Lies & Lullabies (1993)
- Whose Child Is This? The War for Baby Jessica (1993)
- マッド・ハズバンド/あの愛は戻らない Beyond Betrayal (1994)
- Disappearance (2002)
- 戦火の牙/K9戦略指令 Rain (2003)

### テレビドラマ
- パートリッジ・ファミリー The Partridge Family (1970 - 1974)
- ゴースト・ストーリー Ghost Story (1973)
- Born Free (1974)
- 特別狙撃隊S.W.A.T. S.W.A.T. (1975)
- ハワイ5-0 Hawaii Five-O (1975)
- マット・ヘルム Matt Helm (1976)
- 弁護士ペトロチェリー Petrocelli (1976)
- ザ・クエスト The Quest (1976)
- サンフランシスコ捜査線 The Streets of San Francisco (1976)
- 名探偵ジョーンズ Barnaby Jones (1977)
- Loves Me, Loves Me Not (1977)
- 若草物語 Little Women (1978)
- Emerald Point N.A.S. (1983 - 1984)
- L.A.ロー 七人の弁護士 L.A. Law (1986 - 1992)
- Love & War (1992, 1993)
- Family Law (1999)
- サード・ウォッチ Third Watch (2004)

### テレビアニメ
- Goober and the Ghost Chasers (1973)
- Partridge Family 2200 AD (1974)
- 原始家族フリントストーン Fred Flintstone and Friends (1977)